# Veliko Črnelo
Veliko Črnelo – wieś w Słowenii, w gminie Ivančna Gorica. W 2018 roku liczyła 84 mieszkańców.